# Mycetophagus populi
Mycétophage du Peuplier
Espèce
Mycetophagus populi, le Mycétophage du Peuplier, est une espèce d'insectes coléoptères de la famille des Mycetophagidae et du genre Mycetophagus. Généralement d'un brun orangé pâle, ce petit Coléoptère se distingue par les fines ponctuations de sa tête et de son pronotum ainsi que par les stries et ponctuations denses de ses élytres et par la morphologie de ses pièces buccales. Dispersés sur l'ensemble du Paléarctique, mais rare, la larve et l'adulte vivent dans les vieux arbres dégradés où la première se nourrit de pourriture fibreuse engendrée par des champignons décomposant le bois et le deuxième de leurs fructifications.

## Description

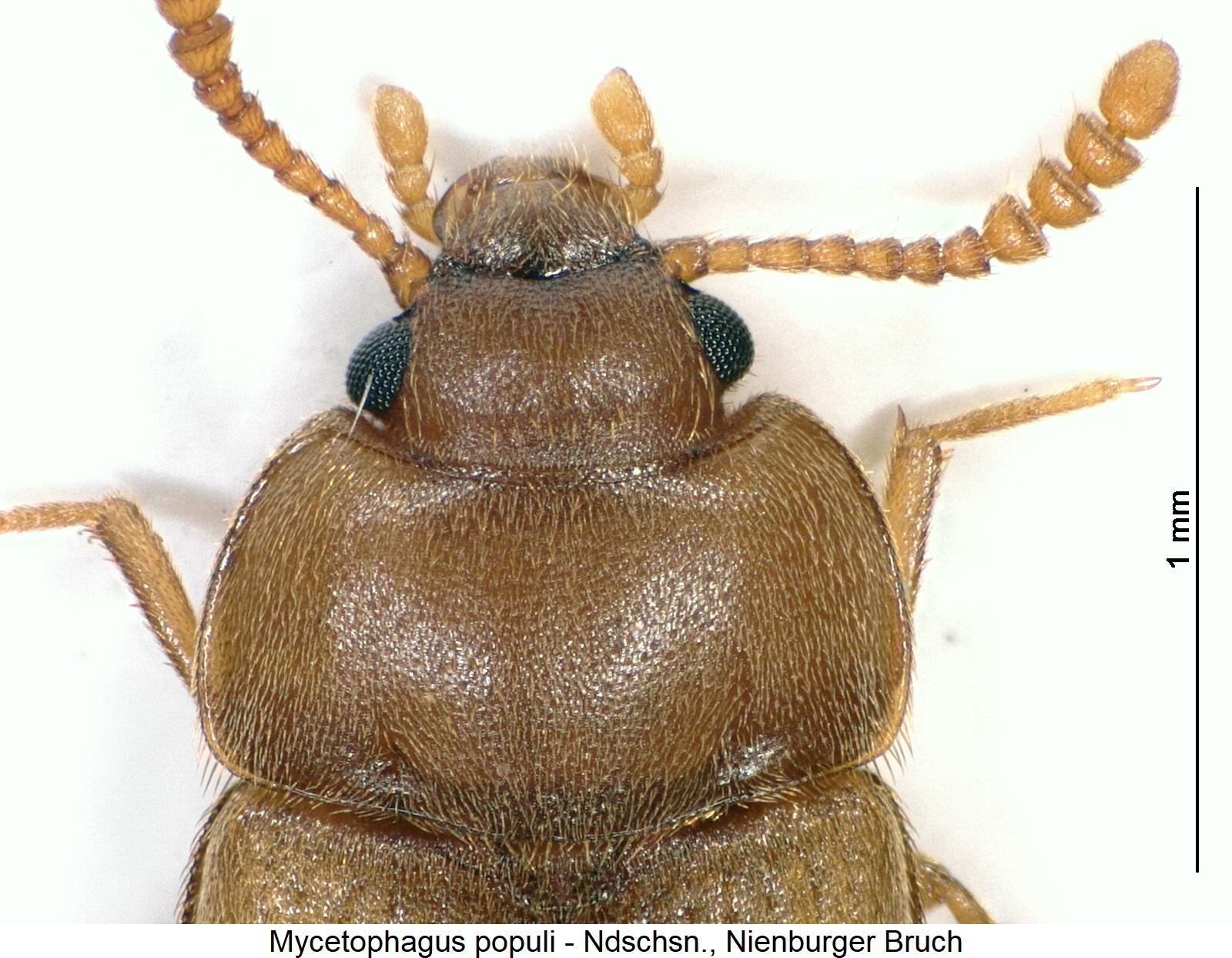
Mycetophagus populi, pubescence dorée et fine ponctuation de la tête et du pronotum.

Le Mycétophage du Peuplier est un petit Coléoptère long et ovale, mesurant 4,0 à 4,5 mm de long, qui se distingue de ses congénères par sa tête et son pronotum finement ponctués, ses élytres densément striées-ponctuées, ces stries s'affaiblissant vers l'extrémité, ainsi que par sa fine pubescence dorée, courte, couchée et soyeuse. Une autre caractéristique majeure est la forme de l'article terminal des palpes maxillaires nettement plus large que le précédent,,,.
L'ensemble est de couleur variable mais généralement brun-orange pâle, mat, la tête étant généralement un peu plus foncée que les élytres. Chacune d'entre elles comporte deux larges bandes transversales plus pâles : une à travers le quart basal et une autre à travers le tiers apical. Selon les individus, ces couleurs varient en taille et en intensité, le fond pouvant aller jusqu'au noir profond aux légers reflets bleu métallique. La tête, beaucoup plus étroite que le pronotum, aux yeux asymétriques particulièrement bombés, est ornée d'antennes plus courtes que la largeur du pronotum et composées de 11 segments, les premiers étant plus étroits que les 4 derniers formant une massue distincte. Le pronotum et les élytres, bombés et présentant des angles arrondis sont nettement séparés. Le pronotum montre une large fossette sur ses chacun de ses flancs postérieurs. Les pattes sont entièrement pâles et présentent une formule tarsale est 4-4-4 chez la femelle et 3-4-4 chez le mâle, caractéristiques typiques des Mycétophilidae,.
Mycetophagus piceus, le Mycétophage couleur de poix, est parfois d'une couleur similaire mais ses poils sont plus longs et son corps n'est pas finement ponctué.

## Écologie et répartition

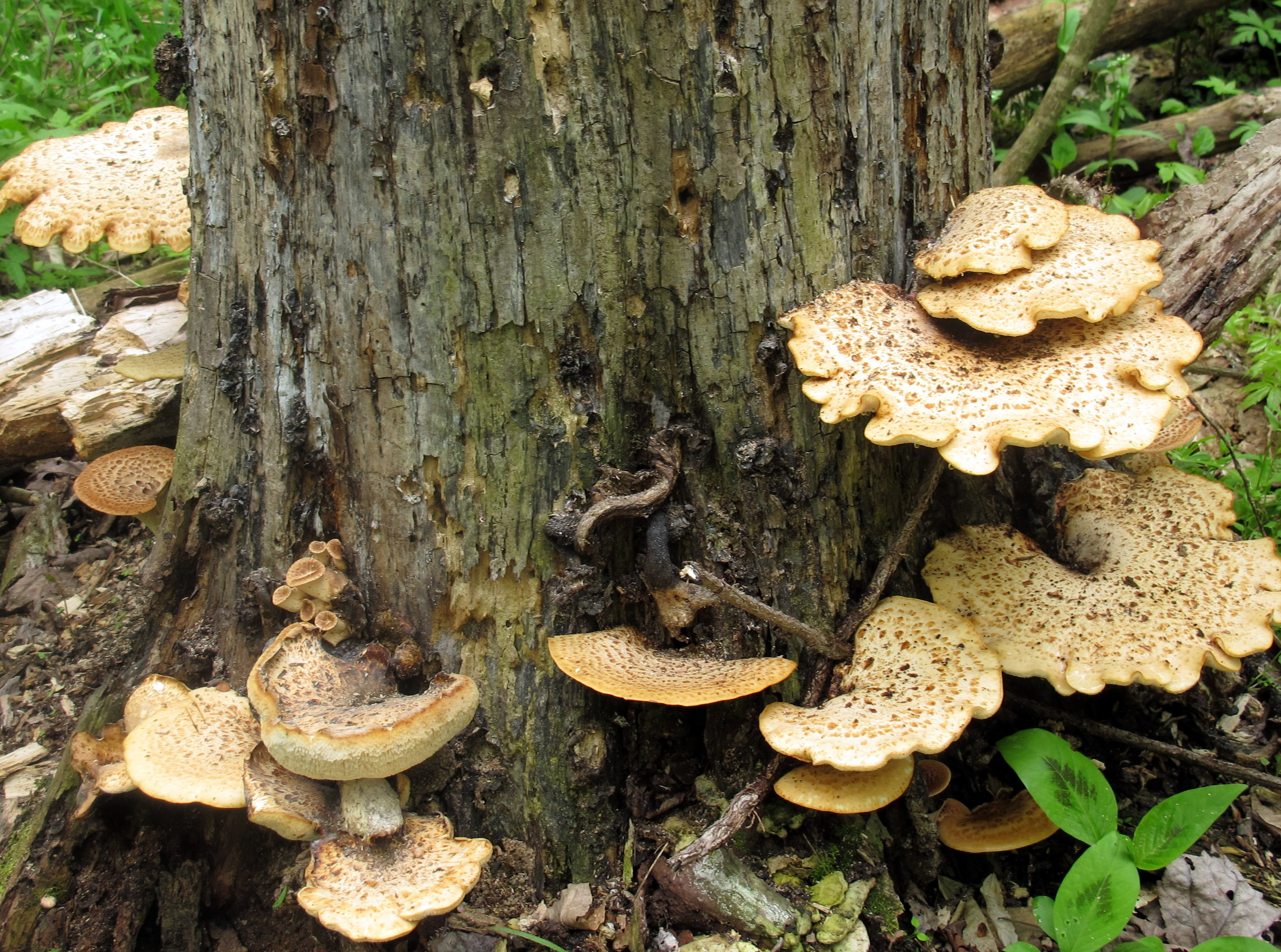
Polypore écailleux, agent de la pourriture fibreuse.

Les imagos se rencontrent en hiver et au printemps dans les forêts de feuillus ouvertes ainsi que sur les vieux arbres solitaires en prairie. Ils se trouvent généralement sous l'écorce et parmi le bois humide en décomposition, dans les cavités des souches et des troncs d'arbres sur pied ou tombés. Ils sont signalés sur un large éventail d'arbres, notamment les Ormes, les Peupliers dont le Tremble, les Saules, les Aulnes, l'Érable sycomore, le Hêtre, les Chênes à feuilles caduques et le Chêne vert, le Marronnier, les Sorbiers, divers arbres fruitiers cultivés ainsi que sur l'Épicéa commun. Cependant, les élevages de larves sont le plus souvent liés au Hêtre, les larves se développant tout au long du printemps et de l'été parmi le bois tendre envahi de mycélium dont elle se nourrirait. Des mentions font état du Polypore écailleux et de la Volvaire soyeuse ainsi que de la pourriture fibreuse qui leur est associée. L'espèce semble univoltine, la nymphose ayant lieu en automne et les adultes qui en résultent passant l'hiver et se reproduisant au printemps suivant, en se nourrissant principalement de fructifications de champignons corticoles comme les Polypores. En définitive, cette espèce serait saproxylophage au stade larvaire et mycophage au stade imago,,.
Décrite depuis la Suède à partir de Peupliers, cette espèce est répandue, bien que généralement rare. Elle est présente dans toute l'Europe, de l'Écosse à la Grèce et des Pyrénées aux monts Oural,. À l'Est, elle est présente de l'Asie mineure jusqu'aux confins de la Sibérie. En Europe, elle est inscrite dans la catégorie « préoccupation mineure ». L'espèce est présente, en Suisse, en Belgique et en France, où elle est considérée comme une « grande rareté » et est déterminante des ZNIEFF,,. Plus précisément, dans ce dernier pays, le Mycétophage du Peuplier est présent dans les départements du Bas-Rhin, de la Moselle, de la Seine-et-Marne, du Tarn, de la Côte-d'Or, de la Drôme, de la Savoie, des Alpes de Haute Provence et de l'île de France.